# 9K33 Osza
A 9K33 Osza (oroszul: 9К33 Оса, darázs, NATO-kódja: SA–8 Gecko) közepes hatótávolságú, félaktív lokátoros önirányítású légvédelmi rakétakomplexum, melyet az 1970-es években a Szovjetunióban fejlesztettek ki. A 6×6 kerekes, önjáró, úszóképes alvázra a 4-6 rakéta indítóberendezésén kívül a célkereső és a rávezető lokátort is integrálták, így a rendszer a rakéták bevetésére teljesen önállóan, akár menetből is képes. A rendszer hajófedélzeti változatát is kifejlesztették, ez az Osza–M (NATO-kódja: SA–N–4 Gecko).

## Rendszeresítők

### Jelenlegi használók
- Angola – 15[1]
- Örményország – 80
- Azerbajdzsán – Modernizálva Osza-1T rendszerre.[1]
- Fehéroroszország[1]
- Bulgária – 24[1]
- Kuba[1]
- Ecuador – 10[1]
- Grúzia – 8 Osza-AK és Osza-AKM[1]
- Görögország – 38 Osza-M[1]
- Hezbollah
- India – 50+ Osza-AKM[1]
- Lengyelország – 64[1], Modernizálva Osza-AKM-P1 rendszerre.[2]
- Románia – 16[1]
- Oroszország – 390 Osza-AKM rendszeresítve a szárazföldi erőknél és további 20 a haditengerészetnél.[1]
- Szudán[1]
- Szíria[1]
- Türkmenisztán – 40[1]
- Ukrajna – Az IISS becsélesei szerint 65 Osza-AKM típus. Ismeretlen számú rendszert kapott Lengyelországtól az Orosz–ukrán háború alatt.

### Korábbi használók
- Algéria[3]
- Hegyi-Karabah Köztársaság – Azerbajdzsán hadizsákmányként megszerezte a 2023-as hegyi-karabahi offenzíva során.[4]
- Horvátország[3]
- Csehszlovákia – 40[5], Csehország vette át.
- Csehország – 2006-ban kivonásra került a handrendből.
- NDK – 1981 és 1985 között 41 darabot kapott a Szovjetuniótól. 12 darab eladásra került Görögország részére Németország újraegyesítését követően.[6]
- Irak – 1982 és 1985 között 50 darabot kapott a Szovjetuniótól.[7]
- Jordánia – 2017-ben kivonásra került a hadrendből, 52 darab eladásra került.[8] 35 darab Osza-AK értékesítésre került Örményország részére, 2020 előtt.[9]
- Jugoszlávia – 20 darab 1992-ben.[5] Az utódállamokhoz került.[3]
- Kuvait – Hadizsákmányként Irakhoz került az Öbölháború során.
- Líbia – 1992-ben 40 darab a szárazföldi haderő, további 50 pedig a légvédelmi parancsnokság állományában volt.[5]Az Első líbiai polgárháborút megelőzően az üzemképes példányok pontos száma nem ismert.[10]
- Szerbia és Montenegró[3]
- Dél-afrikai Köztársaság − Angolától zsákmányolták, később kiképzési célokra használták.[3]
- Szovjetunió – 1000+ 1992-ben.[5] Az utódállamokhoz került.